# Mila Rodino
"Querida Pátria" (bg. Мила Родино, Mila Rodino) é o hino nacional da Bulgária. Foi escrito e composto por Țvetan Radoslavov Hagidencov em 1885, e adoptado como hino nacional em 1964.

## Letra atual

### Em búlgaro
| Cirílico | Alfabeto latino | Transcrição AFI |
| I Горда Стара планина, До ней Дунава синей, Слънце Тракия огрява, Над Пирина пламеней. Припев: Мила Родино, Ти си земен рай, Твойта хубост, твойта прелест, Ах, те нямат край. II Паднаха борци безчет, За народа наш любим, Майко, дай ни мъжка сила, Пътя им да продължим. Припев III Дружно, братя българи! С нас Москва е в мир и в бой! Партия велика води Нашия победен строй. Припев | I Gorda Stara planina, Do nei Dunava sinei, Slănțe Trachia ogreava, Nad Pirina plamenei. Pripev: Mila Rodino, Ti si zemen rai, Tvoita hubost, tvoita prelest, Ah, te neamat crai. II Padnaha borți bezcet, Za naroda naș liubim, Maico, dai ni măjca sila, Pătea im da prodăljim. Pripev III Drujno, bratea bălgari! S nas Moscva e v mir i v boi! Partia velica vodi Nașia pobeden stroi. Pripev | 1 [ɡɔr.d̪ɐ s̪t̪a.rɐ pɫɐ.n̪i.n̪a ǀ] [d̪o n̪ɛj d̪u.n̪ɐ.vɐ s̪i.n̪ɛj ǀ] [s̪ɫɤ̞n̪.t͡sɛ t̪ra.ki.jɐ oɡ.rʲa̟.vɐ ǀ] [n̪at̪ pi.ri.n̪ɐ pɫɐ.mɛ.n̪ɛj ǁ] [pri.pɛf] [mi.ɫɐ rɔ.d̪i.n̪o ǀ] [t̪i s̪i z̪ɛ.mɛn̪ raj ǀ] [t̪fɔj.t̪ɐ xu.bɔs̪t̪ ǀ t̪fɔj.t̪ɐ prɛ.lɛs̪t̪ ǀ] [ax ǀ t̪ɛ ɲ̪a̟.mɐt̪ kraj ǁ] 2 [pad̪.n̪ɐ.xɐ bor.t͡si bɛs̪.t͡ʃɛt̪ ǀ] [z̪ɐ n̪ɐ.rɔ.d̪ɐ n̪aʃ ʎu̟.bim ǀ] [maj.ko ǀ d̪aj n̪i mɤ̞ʃ.kɐ s̪i.ɫɐ ǀ] [pɤ̞.t̪ʲɐ im d̪ɐ pro.d̪əɫ.ʒim ǁ] [pri.pɛf] 3 [d̪ruʒ.n̪o ǀ bra.t̪ʲɐ bɤ̞ɫ.gɐ.ri ǁ] [s̪‿n̪as̪ mo.s̪kfa ɛ‿v mir i‿f bɔj ǁ] [par.t̪i.jɐ vɛ.li.kɐ vɔ.d̪i] [n̪a.ʃi.jɐ po.bɛ.d̪ɛn̪ s̪t̪rɔj ǁ] [pri.pɛf] |

### Tradução emportuguês
Orgulhosa velha montanha
Que cerca o Danúbio
O Sol ilumina a Trácia
Brilhando sobre os rochedos Pirin
Refrão (2x):
Querida Pátria,
É o paraíso na terra,
Tua beleza e teu encanto,
Nunca se acabarão.
Para o nosso povo amado,
Os lutadores sacrificaram suas vidas;
Mãe, nos dá força viril
Por perseverar em seu caminho.
Refrão (2x)
Como um, irmãos búlgaros!
Com Moscou em guerra e paz!
Dirigido por tua Grande Partido
Nosso regime de vitória.
Refrão (2x)

## Letra original

### Em búlgaro
| Cirílico | Alfabeto latino | Transcrição AFI |
| Горда стара планина, До ней север се синей Слънце Витош позлатява Към Цариград се белей. Припев (2x): Мила Родино, Ти си земен рай, Твойта хубост, твойта прелест, Ах, те нямат край. Хайде братя българи, Към Балкана да вървим. Там се готви бой юнашки, За свобода, правдини. Припев (2x) | Gorda stara planina, Do nei sever se sinei Slănțe Vitoș pozlateava Căm Țarigrad se belei. Pripev: Mila Rodino, Ti si zemen rai, Tvoita hubost, tvoita prelest, Ah, te neamat crai. Haide bratea bălgari, Căm Balcana da vărvim. Tam se gotvi boi iunașchi, Za svoboda, pravdini. Pripev | [ɡɔr.d̪ɐ s̪t̪a.rɐ pɫɐ.n̪i.n̪a ǀ] [d̪o n̪ɛj s̪ɛ.vɛr s̪ɛ s̪i.n̪ɛj] [s̪ɫɤ̞n̪.t͡sɛ vi.t̪oʃ po.z̪ɫɐ.t̪ʲa̟.vɐ] [kɤm t͡sɐ.ri.grat̪ s̪ɛ bɛ.lɛj ǁ] [pri.pɛf] [mi.ɫɐ rɔ.d̪i.n̪o ǀ] [t̪i s̪i z̪ɛ.mɛn̪ raj ǀ] [t̪fɔj.t̪ɐ xu.bɔs̪t̪ ǀ t̪fɔj.t̪ɐ prɛ.lɛs̪t̪ ǀ] [ax ǀ t̪ɛ ɲ̪a̟.mɐt̪ kraj ǁ] [xaj.d̪ɛ bra.t̪ʲɐ bɤ̞ɫ.ɡɐ.ri ǀ] [kɤ̞m bɐɫ.ka.n̪ɐ d̪a vər.vim ǁ] [t̪ɐm s̪ɛ ɡɔ.t̪fi bɔj ju̟.n̪aʃ.ki ǀ] [z̪ɐ s̪fo.bo.d̪a ǀ prɐv.d̪i.n̪i ǁ] [pri.pɛf] |

### Tradução em português
Orgulhosa velha montanha
Ao lado do brilho do norte,
O Sol doura Vitosha,
A Tsarigrad brilha branco.
Refrão (2x):
Querida Pátria,
É o paraíso na terra,
Tua beleza e teu encanto,
Nunca se acabarão.
Irmãos búlgaros, vamos
Aos Bálcãs.
Uma batalha heróica está chegando,
Pela liberdade, pela justiça.
Refrão (2x)
1. ↑  http://socbg.com/2014/04/химнът-на-българия-през-превратности.html "Химнът на България през превратностите на времето". Socbg.com.
2. ↑  http://www.parliament.bg/?page=history&lng=bg&hid=9 Народно събрание на Република България.
3. ↑  Ivan Voynikov, 2005, History of the Bulgarian state symbols. Part three: The Bulgarian anthem, in Bulgarian: https://web.archive.org/web/20160304023550/http://protobulgarians.com/Kniga%20za%20gerbovete/III.Chast%20treta-himn.htm, Retrieved 2016-03-04.